# Kulstötning för herrar i friidrott vid olympiska sommarspelen 2000
Kulstötning för herrar vid olympiska sommarspelen 2000 i Sydney avgjordes 22 september. 

## Medaljörer
| Gren        | Guld               | Guld    | Silver          | Silver  | Brons           | Brons   |
| Kulstötning | Arsi Harju Finland | 21,29 m | Adam Nelson USA | 21,21 m | John Godina USA | 21,20 m |

## Resultat
- Q innebär avancemang utifrån placering i heatet.
- q innebär avancemang utifrån total placering.
- DNS innebär att personen inte startade.
- DNF innebär att personen inte fullföljde.
- DQ innebär diskvalificering.
- NR innebär nationellt rekord.
- OR innebär olympiskt rekord.
- WR innebär världsrekord.
- PB innebär personligt rekord.
- SB innebär säsongsbästa.

### Kval
Hölls fredagen den 22 september 2000.

#### Grupp A
| Placering | Totalt | Idrottare          | Nation         | Märke | Kval | Rekord |
| --------- | ------ | ------------------ | -------------- | ----- | ---- | ------ |
| 1         | 2      | John Godina        | USA            | 20,58 | Q    |        |
| 2         | 4      | Adam Nelson        | USA            | 20.12 | Q    |        |
| 3         | 5      | Timo Aaltonen      | Finland        | 20.04 | q    |        |
| 4         | 7      | Andrei Michnevitj  | Belarus        | 19.97 | q    |        |
| 5         | 8      | Oliver-Sven Buder  | Tyskland       | 19.96 | q    |        |
| 6         | 9      | Manuel Martínez    | Spanien        | 19.94 | q    |        |
| 7         | 13     | Brad Snyder        | Kanada         | 19.77 |      |        |
| 8         | 14     | Burger Lambrechts  | Sydafrika      | 19.75 |      |        |
| 9         | 16     | Dragan Peric       | FR Jugoslavien | 19.49 |      |        |
| 10        | 20     | Roman Virastyuk    | Ukraina        | 19.27 |      |        |
| 11        | 21     | Chima Ugwu         | Nigeria        | 19.11 |      |        |
| 12        | 22     | Karel Potgieter    | Sydafrika      | 19.02 |      |        |
| 13        | 23     | Mikulas Konopka    | Slovakien      | 18.99 |      |        |
| 14        | 24     | Stevimir Ercegovac | Kroatien       | 18.98 |      |        |
| 15        | 28     | Saulius Kleiza     | Litauen        | 18.59 |      |        |
| 16        | 30     | Gheorghe Guset     | Rumänien       | 18.56 |      |        |
| 17        | 32     | Shakti Singh       | Indien         | 18.40 |      |        |
| 18        | 33     | Alexis Paumier     | Kuba           | 18.31 |      |        |
| 19        | 35     | Vaios Tigkas       | Grekland       | 18.13 |      |        |

#### Grupp B
| Placering | Totalt | Idrottare          | Nation         | Märke | Kval | Rekord |
| --------- | ------ | ------------------ | -------------- | ----- | ---- | ------ |
| 1         | 1      | Arsi Harju         | Finland        | 21.39 | Q    | PB     |
| 2         | 3      | Jurij Bilonog      | Ukraina        | 20.53 | Q    |        |
| 3         | 6      | Milan Haborak      | Slovakien      | 20.00 | q    |        |
| 4         | 10     | Miroslav Menc      | Tjeckien       | 19.92 | q    |        |
| 5         | 11     | Andrew Bloom       | USA            | 19.83 | q    |        |
| 6         | 12     | Janus Robberts     | Sydafrika      | 19.79 | q    |        |
| 7         | 15     | Ville Tiisanoja    | Finland        | 19.66 |      |        |
| 8         | 17     | Joachim Olsen      | Danmark        | 19.41 |      |        |
| 9         | 18     | Pavel Tjumatjenko  | Ryssland       | 19.40 |      |        |
| 10        | 19     | Paolo Dal Soglio   | Italien        | 19.39 |      |        |
| 11        | 25     | Szilard Kiss       | Ungern         | 18.95 |      |        |
| 12        | 26     | Michael Mertens    | Tyskland       | 18.72 |      |        |
| 13        | 27     | Bahadur Singh      | Indien         | 18.70 |      |        |
| 14        | 29     | Justin Anlezark    | Australien     | 18.59 |      |        |
| 15        | 31     | Mark Proctor       | Storbritannien | 18.49 |      |        |
| 16        | 34     | Bilal Saad Mubarak | Qatar          | 18.30 |      |        |
| 17        | 36     | Ivan Emilianov     | Moldavien      | 17.63 |      |        |
| 18        | 37     | Sergej Rubtsov     | Kazakstan      | 15.90 |      |        |

#### Slutliga placeringar
| Placering | Idrottare                | Grupp | Längd   | Kvalificering | Noteringar |
| --------- | ------------------------ | ----- | ------- | ------------- | ---------- |
| 1         | Arsi Harju (FIN)         | B     | 21,39 m | Q             | PB         |
| 2         | John Godina (USA)        | A     | 20.58 m | Q             |            |
| 3         | Jurij Bilonog (UKR)      | B     | 20.53 m | Q             |            |
| 4         | Adam Nelson (USA)        | A     | 20.12 m | Q             |            |
| 5         | Timo Aaltonen (FIN)      | A     | 20.04 m | q             |            |
| 6         | Milan Haborak (SVK)      | B     | 20.00 m | q             |            |
| 7         | Andrei Michnevitj (BLR)  | A     | 19.97 m | q             |            |
| 8         | Oliver-Sven Buder (GER)  | A     | 19.96 m | q             |            |
| 9         | Manuel Martínez (ESP)    | A     | 19.94 m | q             |            |
| 10        | Miroslav Menc (CZE)      | B     | 19.92 m | q             |            |
| 11        | Andrew Bloom (USA)       | B     | 19.83 m | q             |            |
| 12        | Janus Robberts (RSA)     | B     | 19.79 m | q             |            |
| 13        | Brad Snyder (CAN)        | A     | 19.77 m |               |            |
| 14        | Burger Lambrechts (RSA)  | A     | 19.75 m |               |            |
| 15        | Ville Tiisanoja (FIN)    | B     | 19.66 m |               |            |
| 16        | Dragan Peric (YUG)       | A     | 19.49 m |               |            |
| 17        | Joachim Olsen (DEN)      | B     | 19.41 m |               |            |
| 18        | Pavel Tjumatjenko (RUS)  | B     | 19.40 m |               |            |
| 19        | Paolo Dal Soglio (ITA)   | B     | 19.39 m |               |            |
| 20        | Roman Virastjuk (UKR)    | A     | 19.27 m |               |            |
| 21        | Chima Ugwu (NGR)         | A     | 19.11 m |               |            |
| 22        | Karel Potgieter (RSA)    | A     | 19.02 m |               |            |
| 23        | Mikulas Konopka (SVK)    | A     | 18.99 m |               |            |
| 24        | Stevimir Ercegovac (CRO) | A     | 18.98 m |               |            |
| 25        | Szilard Kiss (HUN)       | B     | 18.95 m |               |            |
| 26        | Michael Mertens (GER)    | B     | 18.72 m |               |            |
| 27        | Bahadur Singh (IND)      | B     | 18.70 m |               |            |
| 28        | Saulius Kleiza (LTU)     | A     | 18.59 m |               |            |
| 29        | Justin Anlezark (AUS)    | B     | 18.59 m |               |            |
| 30        | Gheorghe Guset (ROM)     | A     | 18.56 m |               |            |
| 31        | Mark Proctor (GBR)       | B     | 18.49 m |               |            |
| 32        | Shakti Singh (IND)       | A     | 18.40 m |               |            |
| 33        | Alexis Paumier (CUB)     | A     | 18.31 m |               |            |
| 34        | Bilal Saad Mubarak (QAT) | B     | 18.30 m |               |            |
| 35        | Vaios Tigkas (GRE)       | A     | 18.13 m |               |            |
| 36        | Ivan Emilianov (MDA)     | B     | 17.63 m |               |            |
| 37        | Sergej Rubtsov (KAZ)     | B     | 15.90 m |               |            |

#### Final
| Placering | Idrottare               | Försök | Försök | Försök | Försök | Försök | Försök | Längd   | Noteringar |
| Placering | Idrottare               | 1      | 2      | 3      | 4      | 5      | 6      | Längd   | Noteringar |
| --------- | ----------------------- | ------ | ------ | ------ | ------ | ------ | ------ | ------- | ---------- |
| 1         | Arsi Harju (FIN)        | 21,20  | 21,29  | 20,77  | X      | 20,37  | X      | 21,29 m |            |
| 2         | Adam Nelson (USA)       | 20.53  | 21.20  | 21.21  | X      | 20.97  | X      | 21.21 m |            |
| 3         | John Godina (USA)       | X      | 20.40  | 20.25  | 20.71  | 21.20  | X      | 21.20 m |            |
| 4         | Andrew Bloom (USA)      | 20.87  | X      | 20.11  | X      | 19.92  | 20.16  | 20.87 m |            |
| 5         | Jurij Bilonog (UKR)     | 20.57  | 20.84  | X      | 20.43  | 20.22  | X      | 20.84 m |            |
| 6         | Manuel Martínez (ESP)   | 19.89  | 19.45  | X      | 19.50  | 20.55  | 19.70  | 20.55 m | NR         |
| 7         | Janus Robberts (RSA)    | 18.81  | 19.72  | X      | 18.87  | 19.06  | 20.32  | 20.32 m |            |
| 8         | Oliver-Sven Buder (GER) | 19.89  | 20.18  | X      | 19.64  | X      | X      | 20.18 m |            |
|           |                         |        |        |        |        |        |        |         |            |
| 9         | Andrej Michnevitj (BLR) | 19.48  | X      | X      |        |        |        | 19.48 m |            |
| 10        | Miroslav Menc (CZE)     | 19.02  | 19.16  | 19.39  |        |        |        | 19.39 m |            |
| 11        | Milan Haborák (SVK)     | X      | X      | 19.06  |        |        |        | 19.06 m |            |
| 12        | Timo Aaltonen (FIN)     | X      | 18.64  | X      |        |        |        | 18.64 m |            |